# Anthotium humile
Anthotium humile är en tvåhjärtbladig växtart som beskrevs av Robert Brown. Anthotium humile ingår i släktet Anthotium och familjen Goodeniaceae. Utöver nominatformen finns också underarten A. h. junciforme.